# Dyscia belgiaria
Dyscia belgiaria är en fjärilsart som beskrevs av Moritz Balthasar Borkhausen 1794. Dyscia belgiaria ingår i släktet Dyscia och familjen mätare. Inga underarter finns listade i Catalogue of Life.